# Сражение при Агуа-Приета
Сражение при Агуа-Приета (исп. Batalla de Agua Prieta) — одно из последних сражений во время мексиканской революции, произошло 1 — 2 ноября 1915 года между силами Панчо Вильи и генерала Плутарко Элиаса Кальеса, сторонника Венустиано Каррансы. Атака войск Вильи на город была отбита Кальесом.
После поражения Панчо Вильи в апреле в битве при Селайе к октябрю 1915 года он контролировал только штат Чиуауа и город Сьюдад-Хуарес, через который мог ввозить оружие из США. Город Агуа-Приета, штат Сонора, лежавший на границе с США, был единственным в этом регионе, который находился в руках каррансистов. Поэтому он и стал главной целью Вильи, который считал, что город защищают всего 1200 солдат.
Войска обороны Агуа-Приета возглавлял генерал Плутарко Кальес. После прибытия подкреплений, переброшенных через территорию США, общее число защитников достигло 6500. Кальес, опираясь на опыт генерала Обрегона в сражении при Селайе, построил обширные укрепления вокруг города с глубокими траншеями, колючей проволокой и многочисленными пулеметными гнездами.
Вилья прибыл к Агуа-Приета 30 октября, где, наконец, узнал, что Соединенные Штаты признали Каррансу президентом Мексики, но он не знал, что подкреплениям Каррансы было разрешено пересечь территорию США для защиты Агуа-Приета. В результате Вилья по-прежнему считал, что стремительной кавалерийской атакой, проведенной под покровом темноты, он сможет захватить город. Его штабные офицеры рассчитывали, что город будет захвачен в течение пяти часов.
1 ноября ранним утром Вилья начал атаку с артиллерийского обстрела, в результате чего удалось взорвать несколько мин вокруг города, которые были установлены там каррансистами. Как только стемнело, вильисты произвели несколько отвлекающих атак в разных точках, чтобы скрыть направление своего основного удара.
Вскоре после полуночи 2 ноября Вилья начал лобовые атаки с востока и юга на Агуа-Приета. Однако, когда конница вильистов устремилась к траншеям, два прожектора осветили поле боя, сделав кавалеристов легкой мишенью для пулеметов Кальеса. Конники Вильи были уничтожены пулеметным огнем и противопехотными минами. Тех немногих, кто успел подобраться к окопам, встретила колючая проволока с пропущенным через нее электрическим током. Атака закончилась неудачей.
Вилья хотел продолжить кавалерийские атаки на следующий день, но его войска были готовы к мятежу. У него также заканчивались боеприпасы. В результате Вилья ушел, прибыв в Нако 4 ноября. Хотя его люди получили там отдых и провизию, более 1500 человек покинули его армию. Вильисты потеряли 223 убитыми и 376 ранеными.